# Vasili Vasiljev

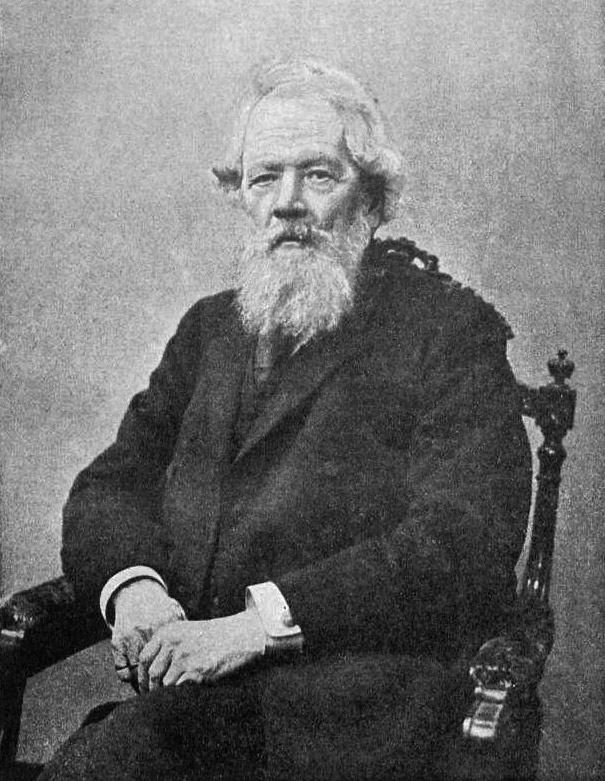
Vasili Vasiljev

Vasili Pavlovitsj Vasiljev (Russisch: Василий Павлович Васильев) (Nizjni Novgorod, 20 februari 1818 - Sint-Petersburg, 27 april 1900) was een Russisch oriëntalist en boeddholoog.
In 1837 sloot Vasiljev zijn studie af in Oriëntalistiek aan de filologische faculteit van de Staatsuniversiteit van Kazan. In 1849 werd hij verbonden aan de Russisch-orthodoxe missie in China. In die periode leerde hij Mandarijn, Mantsjoe, Tibetaans en Mongools. In 1851 werd hij hoogleraar aan de Universiteit van Kazan en in 1855 aan de Staatsuniversiteit van Sint-Petersburg.
Wassiljew was een geleerde met een brede belangstelling, vooral voor de Chinese geschiedenis, godsdienstwetenschap, geografie, taal en Chinese literatuur. In 1866 werd hij corresponderend lid en in 1886 volledig lid van de Academie van Wetenschappen in Sint-Petersburg.
- Bibliothèque nationale de France: cb106848826 (data)
- Gemeinsame Normdatei: 117566217
- International Standard Name Identifier: 0000 0001 0192 2224
- Library of Congress Control Number: n2001060994
- Nationale Bibliotheek van Letland: 000315623
- Nationale bibliotheek van Australië: 35341551
- Nationale Bibliotheek van Israël: 987007288576805171
- Nederlandse Thesaurus van Auteursnamen: 230349382
- Réseau des bibliothèques de Suisse occidentale: 02-A000170633
- Russische Staatsbibliotheek: 000083058
- Système universitaire de documentation: 077808355
- Trove: 918319
- Virtual International Authority File: 97099290
- WorldCat: E39PBJyh7YXjpbPwBGJBFyTbVC